# Астор, Уолдорф, 2-й виконт Астор
Уолдорф Астор, 2-й виконт Астор (англ. Waldorf Astor, 2nd Viscount Astor; 19 мая 1879 — 30 сентября 1952) — английский политик и владелец газеты из семьи Астор.

## Ранний период жизни
Уолдорф Астор родился 19 мая 1879 года в Нью-Йорке. Старший сын Уильяма Уолдорфа Астора, 1-го виконта Астора (1848—1919), и Мэри Дальгрен Пол (1858—1894). Он провел большую часть своей жизни, путешествуя и живя в Европе, прежде чем его семья обосновалась в Англии в 1889 году. Там Уолдорф учился в Итонском колледже и Новом колледже Оксфорда, где он преуспел как спортсмен, заслужив награды как за фехтование, так и за поло. За поло-клуб Оксфордского университета он играл бок о бок с Деверо Милберном в последовательных матчах университетской сборной, выиграв с разницей в 14 голов в обоих случаях.

## Публичная карьера
Нэнси Астор поощряла своего мужа начать карьеру в политике. Хотя Уолдорф Астор потерпел поражение в первой попытке победить на выборах в Палату общин на парламентских выборах в январе 1910 года, он победил на выборах как юнионист от округа Плимут на парламентских выборах в декабре 1910 года. Он занимал это место до тех пор, пока избирательный округ не был упразднен в 1918 году, после чего он переехал в округ Плимут-Саттон. Несмотря на свою политическую принадлежность, виконт Астор быстро продемонстрировал свою независимость, поддержав так называемый «Народный бюджет» и Закон о национальном страховании 1911 года.
В 1911 году к Астору обратился Джеймс Луис Гарвин, редактор The Observer, с предложением о покупке газеты у ее владельца, пресс-магната лорда Нортклиффа. У Нортклиффа и Гарвина возникли разногласия по вопросу Imperial Preference, и Нортклифф предоставил Гарвину возможность найти покупателя для газеты. Астор убедил своего отца купить газету, что Уильям и сделал при условии, что Гарвин также согласится редактировать Pall Mall Gazette, которая также была собственностью семьи Астор. Хотя его отец предоставил средства, именно Уолдорф отвечал за газету, и у него сложились гармоничные рабочие отношения с Гарвином. Уильям официально передал право собственности на обе газеты своему сыну в 1915 году, который быстро продал Pall Mall Gazette, но сохранил право собственности на The Observer.
После начала Первой мировой войны Уолдорф Астор вступил в армию. У него диагностировали больное сердце, и он не мог служить в бою, а вместо этого боролся с расточительством и неэффективностью в производстве боеприпасов. Он был назначен инспектором административных служб с временным званием майора 20 октября 1914 года, прослужив до января 1917 года, когда он ушел в отставку и получил почетное звание майора. Когда его друг Дэвид Ллойд Джордж стал премьер-министром и сформировал новое коалиционное правительство, Уолдорф Астор стал его личным парламентским секретарем. В 1918 году он занимал должность парламентского секретаря Министерства продовольствия, а с 1919 по 1921 год он занимал должность парламентского секретаря Министерства здравоохранения.
В 1916 году отец Уильям Уолдорф Астор был возведен в звание пэра как виконт Астор. После смерти своего отца в октябре 1919 года Уолдорф Астор унаследовал титул виконта и стал 2-м виконтом Астором, несмотря на попытки Уолдорфа отказаться от титула. Теперь член Палаты лордов, Астор был вынужден лишиться своего места в Палате общин, хотя он продолжал активно участвовать в правительстве. Место впоследствии было выиграно на дополнительных выборах его женой Нэнси Астор, которая стала второй женщиной, избранной в Палату общин, и первой женщиной, занявшей свое место в Палате, после того как первая избранная женщина, Констанция Маркевич, отказалась в соответствии с политикой своей партии (Шинн Фейн). Нэнси сохраняла это место, пока не ушла в отставку на парламентских выборах 1945 года.

## Поздние годы
Поскольку его политическую карьеру затмила карьера его жены, Уолдорф Астор обратился к более активному участию в благотворительных делах. Он стал губернатором Peabody Trust и Guy’s Hospital, в то время как его интерес к международным отношениям подпитывал его участие в Королевском институте международных отношений, и он был его председателем с 1935 по 1949 год. Он также был значительным благотворителем города Плимут и был его лордом-мэром с 1939 по 1944 год. 5 апреля 1929 года он был назначен почетным полковником Девонпортской тяжелой бригады Девоншира, базирующейся в Плимуте, Королевской артиллерии территориальной армии.
Лорд Астор впервые занялся скачками, будучи студентом, когда он купил кобылку по кличке Конджур за 100 гиней. Позже он купил двух других кобыл по кличке Дева тумана и Попинджей, и эти три стали кобылами-основательницами конного завода Астора в Кливдене, который он основал недалеко от своего дома. Он стал успешным владельцем-заводчиком и в общей сложности выиграл 11 классических скачек.
В 1950 году, из-за плохого здоровья, он решил уйти из скачек. Он передал своего жеребца старшему сыну Уильяму и разделил своих лошадей между Уильямом и младшим сыном Джеки (Джоном Джейкобом).
Во время наращивания военной мощи в Германии в 1930-х годах Асторы продвигали идею Антанты с Германией, которую критики считали умиротворением Гитлера. Многие из их соратников симпатизировали состоянию Германии после Первой мировой войны, боялись коммунизма и поддерживали позицию британского правительства. Астор придерживался антисемитских взглядов, и в 1930-х годах он сказал Томасу Джонсу, что Германию критикуют, потому что «Газеты находятся под влиянием тех фирм, которые так много рекламируют в прессе и часто находятся под еврейским контролем».
В 1940 году они призвали Невилла Чемберлена уйти в отставку и поддержали Уинстона Черчилля в качестве замены. Он также поддержал войну против Германии, когда она началась, хотя оба оставались недовольны Иосифом Сталиным как союзником (с 1941 года). Его сын Дэвид Астор, который стал владельцем и редактором The Observer в 1948 году, так и не простил Клоду Кокберну и его газете The Week нападки на «Cliveden Set».
В 1942 году семья Астор передала поместье Кливден в Бакингемшире в дар Национальному фонду.

## Личная жизнь
3 мая 1906 года Уолдорф Астор женился на Нэнси Лэнгхорн Шоу (19 мая 1879 — 2 мая 1964), дочери Чизвелла Дэбни Лэнгхорна и Нэнси Уитчер Кин. В качестве свадебного подарка отец Уолдорфа подарил ему и его невесте бриллиант «Санси» и семейное поместье в Кливдене, которое Нэнси отремонтировала и модернизировала, проведя электричество. У супругов было пятеро детей:
- Уильям Уолдорф Астор, 3-й виконт Астор (13 августа 1907 — 7 марта 1966), старший сын и преемник отца.
- Достопочтенная Нэнси Филлис Луиза Астор (22 марта 1909 — 2 марта 1975)
- Достопочтенный Фрэнсис Дэвид Лэнгхорн Астор (5 марта 1912 — 6 декабря 2001)
- Достопочтенный Майкл Лэнгхорн Астор (10 апреля 1916 — 26 февраля 1980)
- Майор Достопочтенный сэр Джон Джейкоб «Джеки» Астор VII (29 августа 1918 — 10 сентября 2000)

Виконт Астор скончался 30 сентября 1952 года в Кливдене близ Тапплоу, Англия. Его старший сын Уильям унаследовал титул виконта.